# Orís
Orís è un comune spagnolo di 248 abitanti situato nella comunità autonoma della Catalogna.